# Diplacodes haematodes
Diplacodes haematodes – gatunek ważki z rodziny ważkowatych (Libellulidae).